# Долни Танчевци
Долни Танчевци е село в Северна България.
То се намира в община Елена, област Велико Търново.

## География
Село Долни Танчевци се намира в планински район.